# Елм-Крік (Небраска)
Елм-Крік (англ. Elm Creek) — селище (англ. village) в США, в окрузі Баффало штату Небраска. Населення — 979 осіб (2020).

## Географія
Елм-Крік розташований за координатами 40°43′12″ пн. ш. 99°22′32″ зх. д. / 40.72000° пн. ш. 99.37556° зх. д. (40.720084, -99.375590).  За даними Бюро перепису населення США в 2010 році селище мало площу 1,80 км², уся площа — суходіл.

## Демографія
Згідно з переписом 2010 року, у селищі мешкала 901 особа в 373 домогосподарствах у складі 243 родин. Густота населення становила 500 осіб/км².  Було 409 помешкань (227/км²).
Расовий склад населення:
| - 98,9 % — білих - 0,1 % — корінних американців |

До двох чи більше рас належало 0,7 %. Частка іспаномовних становила 4,1 % від усіх жителів.
За віковим діапазоном населення розподілялося таким чином: 27,3 % — особи молодші 18 років, 59,3 % — особи у віці 18—64 років, 13,4 % — особи у віці 65 років та старші. Медіана віку мешканця становила 36,2 року. На 100 осіб жіночої статі у селищі припадало 94,2 чоловіків;  на 100 жінок у віці від 18 років та старших — 88,2 чоловіків також старших 18 років.
Середній дохід на одне домашнє господарство  становив 54 056 доларів США (медіана — 45 655), а середній дохід на одну сім'ю — 64 774 долари (медіана — 54 000). Медіана доходів становила 42 614 долари для чоловіків та 27 386 доларів для жінок. За межею бідності перебувало 6,6 % осіб, у тому числі 8,0 % дітей у віці до 18 років та 10,7 % осіб у віці 65 років та старших.
Цивільне працевлаштоване населення становило 478 осіб. Основні галузі зайнятості: освіта, охорона здоров'я та соціальна допомога — 19,7 %, виробництво — 17,4 %, роздрібна торгівля — 16,3 %.